# Темпори (Мачерата)
Темпори је насеље у Италији у округу Мачерата, региону Марке.
Према процени из 2011. у насељу је живело 25 становника. Насеље се налази на надморској висини од 832 м.